# حقوق نوشته
حقوق نوشته نوعی از قانون است که توسط قوه مقننه تدوین شده و به تصویب رسیده‌است. حقوق نوشته با کامن لا (یا حقوق عرفی) قابل مقایسه است که آن دسته از قوانین هستند که بر اساس احکام قضایی پیشین تدوین می‌شوند (یعنی شکل‌گیری آن‌ها عملاً توسط قوه قضاییه صورت می‌پذیرد).
هر جا که هر دو شکل قوانین وجود داشته باشند، هر گاه شکایتی حقوقی مورد بحث باشد، قضاوت حقوقی ابتدا بر اساس قوانینِ از پیش تصویب شده (یا همان حقوق نوشته) ارزیابی می‌شود اما اگر قاضی نتواند قانون مصوبی را پیدا کند که به آن شکایت قابل اعمال باشد، آنگاه به احکام صادر شده در دادگاه‌های پیشین در خصوص شکایات مشابه استناد می‌کند.

## جستارها وابسته
- نظام‌های حقوقی